# Deceit
Deceit  es el segundo y último álbum de estudio de la banda vanguardista británica de rock This Heat. Lanzado en 1981, justamente 1 año antes de la separación oficial de This Heat.
Siendo el último álbum de estudio de This Heat, este álbum tiene una incorporación más hacia el rock, pero con elementos más fuertes, eclécticos y más experimentales. Algunos seguidores de culto lo consideran uno de los álbumes esenciales de la escena del post-punk, pero que en la actualidad es considerado como material de culto. Muchos consideran a Deceit como el mejor álbum de This Heat.
El sitio de música Pitchfork lo ubicó en el lugar 73 de "Los Mejores 200 Álbumes de los Años 1980" 
La portada del álbum está basada en la xerografía y fue creada por el miembro de This Heat Garet Williams, Nicholas Goddall y Laurie-Rae Chamberlain, otro diseñador de xerografía como colaborador adicional.

## Sonido
Debido al sonido de Deceit, el álbum tiene una difícil categorización que abarca muchos elementos y géneros musicales como el art rock, noise rock, rock experimental, rock progresivo, improvisación libre, ambient, rock industrial, música industrial, música experimental y con elementos del spoken word.

## Lista de canciones
Todas las canciones escritas y compuestas por This Heat. 
| Deceit |                                             |          |  |
| N.º    | Título                                      | Duración |  |
| 1.     | «Sleep»                                     | 02:13    |  |
| 2.     | «Paper Hats»                                | 05:57    |  |
| 3.     | «Triumph»                                   | 02:55    |  |
| 4.     | «S.P.Q.R.»                                  | 03:26    |  |
| 5.     | «Cenotaph»                                  | 04:35    |  |
| 6.     | «Shrink Wrap»                               | 01:40    |  |
| 7.     | «Radio Prague»                              | 02:21    |  |
| 8.     | «Makeshift Swahili»                         | 04:04    |  |
| 9.     | «Independence»                              | 03:39    |  |
| 10.    | «A New Kind of Water»                       | 04:57    |  |
| 11.    | «Hi Baku Shyo 被爆症 (Suffer Bomb Disease)» | 04.03    |  |
| 40:07  |                                             |          |  |

## Personal
Todas las composiciones y letras fueron compuestos por todos los miembros de This Heat durante el periodo y realización del álbum.
- Charles Hayward - vocal, batería, teclados, guitarra, bajo, cintas
- Gareth Williams - vocal, bajo, teclados, cintas
- Charles Bullen - vocal, guitarra, clarinete, batería, cintas

### Personal adicional
- David Cunningham - productor
- Martin Frederick - mezclas
- Laurie-Rae Chamberlain - xerografía, diseño de portada del álbum
- Nicholas Goodall - dirección fotográfica
- Studio 54 - fotografía, diseño

Más personal adicional
- Adam Kidron - ingeniería
- Chris Gray - ingeniería
- Geoffrey Zipper - ingeniería
- Dave Hunt - ingeniería
- Rob Doran - ingeniería
- Peter Bullen - ingeniería, mezclas, operación de cintas
- Tony Cousins - ingeniería
- Martin Frederick - mezclas